# 안동시립도서관
안동시립도서관은 경상북도 안동시 동문동 소재의 시립 도서관이다.

## 연혁
- 1965. 07. 10 안동시립도서관 개관
- 2000. 03 문화교실 개설
- 2002. 09 사이버파크실 설치
- 2006. 01 방학특강 개설
- 2008. 01 강의실 증설
- 2010. 01 홈페이지 개설

## 시설현황
- 지하 1층 - 문화교실(60석), 문화교실휴게실, 변전실, 보일러실
- 지상 1층 - 관장실, 사무실, 제1강의실(30석), 제2강의실(32석), 제3강의실(24석)
- 지상 2층 - 종합자료실(24석), 자료정리실, 참고자료실
- 지상 3층 - 남자열람실(66석), 여자열람실(80석), 연속간행물실(10석), 사이버파크실(20석), 휴게실